# بازگشت اعدام‌گر (آلبوم آبیچوآری)
بازگشت اعدام‌گر (به انگلیسی: Xecutioner's Return) هفتمین آلبوم استودیویی گروه دث متال آمریکایی آبیچوآری است. این آلبوم در ۲۸ اوت ۲۰۰۷ از طریق کندل‌لایت رکوردز منتشر شد. عنوان آلبوم نشأت گرفته از نام سابق گروه یعنی اگزکیوشنر است. بازگشت اعدام‌گر اولین آلبوم آبیچوآری از سال ۱۹۹۰ میلادی و پس از آلبوم دلیل مرگ است که بدون همراهی آلن وست گیتاریست ضبط شده. همچنین در این آلبوم برای اولین بار عضو جدید گروه یعنی رالف سنتولا معرفی می‌شود. هرچند در این آلبوم بازگشت به سبکی که مبنای آن سرعت‌نوازی بود (مانند کارهای اولیهٔ گروه) منجر به نظر مثبت منتقدین شد ولی، نظر مخاطب را نتوانست مانند منتقدین جلب کنند و دیدگاه‌های متفاوتی را از طرف مخاطب به سمت خود روانه کرد.

## فهرست قطعات
متن همهٔ ترانه‌ها توسط جان تاردی نوشته و موسیقی همهٔ آنها توسط تروور پرز و دونالد تاردی ساخته شده‌است.
| شماره      | نام                  | مدت   |
| ---------- | -------------------- | ----- |
| ۱.         | «خدایت را ملاقات کن» | ۲:۵۶  |
| ۲.         | «حضور باقی»          | ۲:۱۲  |
| ۳.         | «راه‌های اهریمنی»     | ۲:۵۷  |
| ۴.         | «مرده»               | ۳:۳۵  |
| ۵.         | «بلادشات»            | ۳:۲۵  |
| ۶.         | «سرنوشتت را نشان کن» | ۲:۳۰  |
| ۷.         | «درد را احساس کن»    | ۴:۳۱  |
| ۸.         | «مرده را متفاوت دان» | ۷:۰۱  |
| ۹.         | «شانس دوم»           | ۳:۲۸  |
| ۱۰.        | «دروغ‌ها»             | ۳:۳۲  |
| ۱۱.        | «در سرت»             | ۴:۳۱  |
| مجموع مدت: | مجموع مدت:           | ۴۰:۳۸ |

## دست‌اندرکاران
- جان تاردی - خواننده
- رالف سنتولا - نوازنده گیتار لید
- تروور پرز - نوازنده گیتار ریتم
- فرانک واتکینز - بیس‌نواز
- دونالد تاردی - درام‌زن